# Tornádó – Az ég haragja
A Tornádó – Az ég haragja (eredeti cím: Tornado – Der Zorn des Himmels) 2006-os, két részre vágott német katasztrófafilm. A filmet Andreas Linke, a forgatókönyvet Don Bohlinger és Stephan Lacant, a főszereplők között megtalálható Matthias Koeberlin, Mina Tander, Sascha Göpel, Lisa Martinek és Rudolf Kowalski.
A filmet 2006. szeptember 4-én mutatták be Németországban a ProSieben-en, Magyarországon a TV2 adta le 2006. december 2-án, majd később DVD-n is kiadták.

## Cselekmény
|  | Alább a cselekmény részletei következnek! |

A történet főszereplője Jan Berger, német meteorológiai szakértő, aki éveken át élt Amerikában viharvadászként, majd végül visszatért Berlinbe. Ott egy biztosítónak kezd dolgozni kárfelmérőként, amikor is furcsa esetekkel találkozik, amiket Berlin jelenlegi időjárásával és a globális felmelegedéssel összevetve arra a következtetésre jut, hogy tornádó készül lecsapni a városra. Ezt senki nem hiszi el neki – még a meteorológiai intézetet vezető apja sem -, kivéve barátját, a szintén meteorológiával foglalkozó Bruno Meindorf-ot. Ő és a volt barátnője, Eva Keil segítségével próbálja meg Jan bizonyítani az elméletét és megmenteni az embereket.
|  | Itt a vége a cselekmény részletezésének! |

## Szereplők
| Szereplő          | Színész            | Magyar hang       |
| ----------------- | ------------------ | ----------------- |
| Jan Berger        | Matthias Koeberlin | Csőre Gábor       |
| Eva Keil          | Mina Tander        |                   |
| Bruno Meindorf    | Sascha Göpel       | Sótonyi Gábor     |
| Sophie Berger     | Lisa Martinek      |                   |
| Dr. Jürgen Berger | Rudolf Kowalski    | Háda János        |
| Andreas Schütte   | Martin Lindow      | Haás Vander Péter |
| Karl Zimmer       | Harald Schrott     | Dolmány Attila    |